# Mork
Mork je souborový formát, který byl používán e-mailovými klienty a webovými prohlížeči Netscape. Nyní jej používají produkty Mozilla Corporation. Formát byl vytvořen Davidem McCurkerem, jehož cílem bylo vytvořit minimální databázi, která by byla spolehlivá, flexibilní, efektivní a ukládající data do prostého textu.
Konfliktní požadavky jsou příčinou poněkud bizarní podoby formátu Mork. Ačkoliv byl formát koncipován jako efektivní, zabere Unicode znak 3–6 bajtů. Taktéž snaha o prostý text učinila formát nesrozumitelný pro lidi a těžký pro napsání parseru. To nejlépe dokumentují slova Jamieho Zawinskiho, bývalého inženýra Netscape, který okomentoval formát Mork jako „… nejvíce mozku ničící formát s jakým jsem se za 19 let praxe setkal.“ 
Formát Mork je používán v Mozilla Firefoxu, Mozilla Thunderbirdu a SeaMonkey. Ve Firefoxu slouží k ukládání historie prohlížeče včetně historie formulářových dat. V Thunderbirdu slouží k ukládání kontaktů a indexovým souborům k mbox složkám.
Mork je v aplikacích Mozilla postupně vytlačován úložištěm MozStorage, které je založeno na databázové knihovně SQLite. Tato knihovna je pro autory rozšíření k dispozici ve Firefoxu 2.0 a ve verzi 3.0 nahradí ukládání historie do formátu Mork.